# Rothalsiger Schnellkäfer

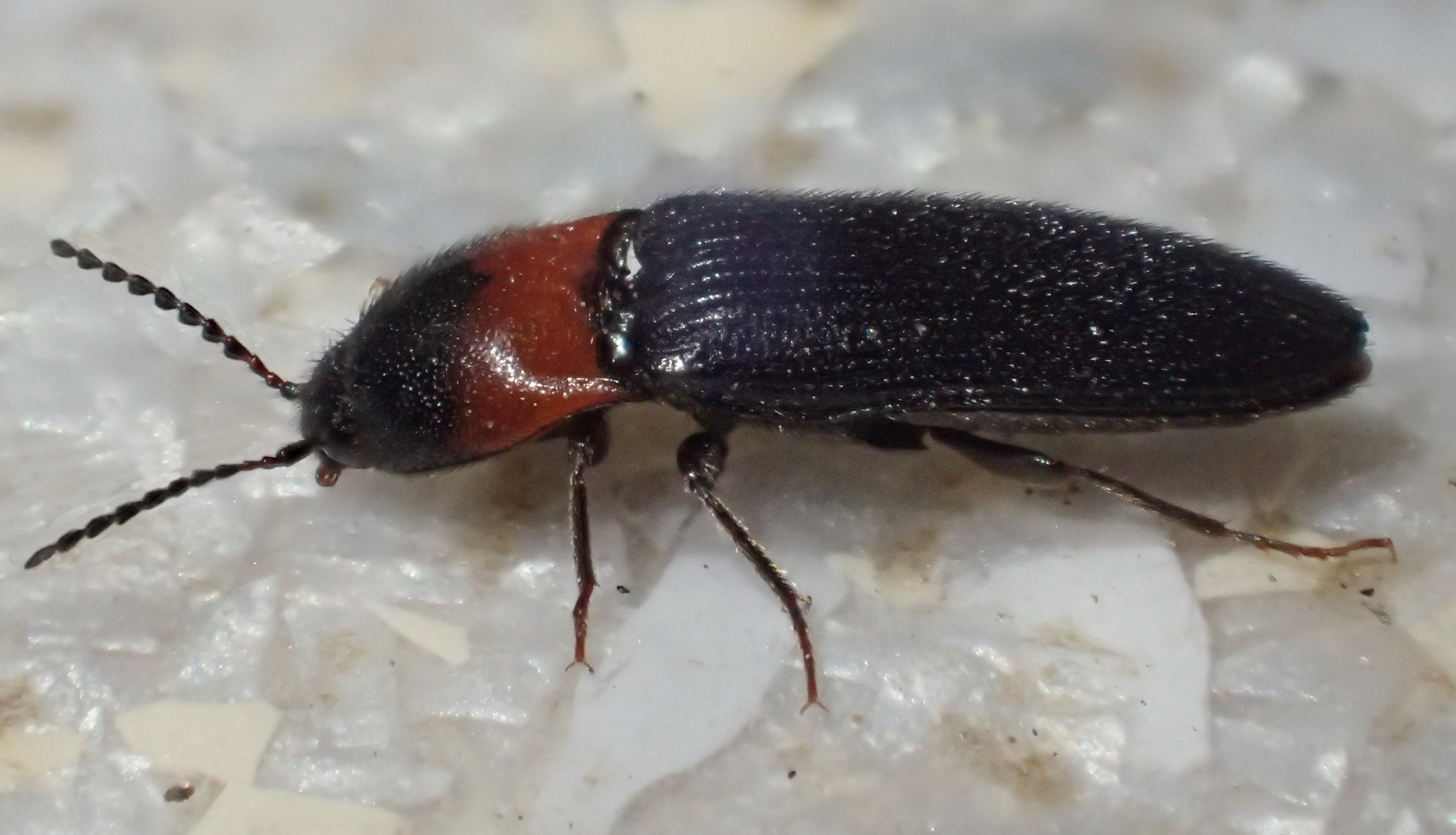
Seitenansicht

Der Rothalsige Schnellkäfer (Ampedus sinuatus) ist ein Schnellkäfer aus der Unterfamilie der Elaterinae.

## Merkmale
Die schlanken Schnellkäfer erreichen eine Körperlänge von 7–12 mm.
Der Halsschild ist im vorderen Bereich schwarz gefärbt. Mittig dehnt sich der schwarze Bereich keilförmig in den hinteren Bereich aus, welcher ansonsten eine rotbraune Färbung aufweist. Flügeldecken, Kopf, Fühler und Beine sind schwarz.

## Verbreitung
Das Verbreitungsgebiet des Rothalsigen Schnellkäfers reicht von Mitteleuropa über den Balkan und das Karpatenbecken nach Kleinasien und in den Kaukasus. In Deutschland kommt die Käferart hauptsächlich im Süden, insbesondere in der Oberrheinischen Tiefebene, und  meist nur vereinzelt vor.
Die Käferart stand in Deutschland auf der Roten Liste (Stufe 2 – „stark gefährdet“), gilt mittlerweile aber als ungefährdet. Der Bestand in Baden-Württemberg gilt bereits länger als „nicht gefährdet“. Ihm wird eine besondere Bedeutung für die Entwicklung der Gesamtpopulation innerhalb Deutschlands beigemessen.

## Lebensweise
Man findet die Art hauptsächlich an trockenen Säumen und Hecken sowie am Rande von Laub- und Mischwäldern. Die Käfer fliegen ab Mitte April bis Mitte Juli. Sie ernähren sich räuberisch von anderen Kleininsekten. Die Larven entwickeln sich im trockenen Faulholz von Eiche und Buche, seltener von Kiefer und ernähren sich räuberisch von anderen Insektenlarven.